# Fantasy umoristico
Il fantasy umoristico, o commedia fantasy (in inglese comic fantasy o fantasy comedy), è un sottogenere del fantasy che ha essenzialmente intenti e tono umoristici. Solitamente ambientate in mondi immaginari, le storie fantasy di questo tipo includono spesso giochi di parole e parodie di altre celebri storie fantasy.

## Storia
Il sottogenere è nato nella seconda metà del XX secolo. Le opere di Terence Hanbury White ne sono un esempio, le storie Complete Enchanter di Lyon Sprague de Camp e Fletcher Pratt sono i primi esemplari. La grande mole delle storie fantasy di de Camp era comica.
In tempi più moderni, i romanzi Xanth di Piers Anthony, MythAdventures di Robert Asprin, la serie del Mondo Disco di Terry Pratchett e i romanzi di Tom Holt sono buoni esempi, così come parte dell'opera di Italo Calvino (ad esempio Il visconte dimezzato e Il cavaliere inesistente). Non sorprendentemente ci sono anche strisce di fumetti/romanzi grafici nel genere fantasy umoristico, tra cui le serie di Pewfell di Chuck Whelon e il fumetto online 8-Bit Theater.
Il sottogenere è stato rappresentato anche in televisione e in film, come nel serial televisivo fantasy comico Strega per amore e il film del 1972 Monty Python e il Sacro Graal. Un raro esempio di opera radiofonica è invece Hordes of the Things, una parodia de Il Signore degli Anelli prodotta dalla BBC.